# دهستان کهنه جلگه
دهستان کهنه جلگه، یکی از دهستان‌های بخش شیرین‌سو شهرستان مانه در استان خراسان شمالی ایران است. مرکز این دهستان، روستای کهنه جلگه است.

## جمعیت
بر پایه سرشماری عمومی نفوس و مسکن در سال ۱۳۹۵، جمعیت دهستان کهنه جلگه برابر با ۵٬۳۱۶ نفر بوده‌است.